# Brian Cushing
Brian Cushing (nacido el 24 de enero de 1987) es un exjugador profesional de fútbol americano estadounidense que jugó en la posición de linebacker con los Houston Texans de la National Football League (NFL). Actualmente es entrenador asistente y de acondicionamiento físico de los Texans.

## Biografía
Cushing se crio toda su infancia en Park Ridge, Nueva Jersey. Asistió a Bergen Catholic High School en Oradell, Nueva Jersey, y consiguió liderar a los Crusaders en la victoria por 13-10 contra el equipo de Don Bosco Preparatory High School en el Grupo IV del Campeonato Estatal, en la que participó tanto de linebacker como de tight end y running back, en 2004.
Tras su paso por el instituto, Cushing recibió ofertas de becas de Notre Dame, Georgia, Penn State y USC, decantándose por esta última.
En USC jugó para los Trojans de 2005 a 2008 bajo las órdenes de Pete Carroll, llegando a jugar los cuatro años consecutivos el Rose Bowl, perdiendo la edición de 2006 y ganando las tres últimas (2007, 2008 y 2009). Es, junto con Archie Griffin (Ohio State), el único jugador en disputar cuatro Rose Bowls de forma consecutiva —aunque Griffin solamente lo ganó una vez (1974)—.

## Carrera

### Houston Texans
Cushing fue seleccionado por los Houston Texans en la primera ronda (puesto 15) del draft de 2009. En su temporada como rookie, Cushing ganó el premio al Rookie Defensivo del Año, siendo el segundo 'Texan' en ganar este premio (DeMeco Ryans lo ganó en 2006).
El 3 de septiembre de 2013, Cushing renovó su contrato por 6 años, con un valor de $55.6 millones, con $21 millones garantizados.
Con los Texans, Cushing ha logrado cuatro títulos de división, clasificándose para los Wild Cards de 2012, 2013, 2016 y 2017. En 2012 y 2013, los Texans ganaron a los Cincinnati Bengals por 31-10 y 19-13, respectivamente, perdiendo posteriormente ante los Baltimore Ravens y New England Patriots por 20-13 y 41-28 en Divisionales, respectivamente. En 2016, los Texans cayeron frente a los Kansas City Chiefs por 30-0. Al año siguiente vencieron a los Oakland Raiders 27-14 para luego perder frente a los Patriots 34-16.
Tras nueve temporadas con los Texans, Cushing fue liberado el 20 de febrero de 2018.

## Estadísticas generales
|  | Seleccionado al Pro Bowl |

| Año   | Equipo | Juegos | Juegos | Tacleadas | Tacleadas | Tacleadas | Tacleadas | Intercepciones | Intercepciones | Intercepciones | Intercepciones | Intercepciones | Intercepciones | Balones sueltos | Balones sueltos |
| Año   | Equipo | GP     | GS     | Comb      | Total     | Ast       | Sck       | PDef           | Int            | Yds            | Avg            | Lng            | TDs            | FF              | FR              |
| ----- | ------ | ------ | ------ | --------- | --------- | --------- | --------- | -------------- | -------------- | -------------- | -------------- | -------------- | -------------- | --------------- | --------------- |
| 2009  | HOU    | 16     | 16     | 112       | 65        | 47        | 4         | 10             | 4              | 26             | 6.5            | 20             | 0              | 2               | 0               |
| 2010  | HOU    | 12     | 12     | 60        | 37        | 23        | 1.5       | 4              | --             | --             | --             | --             | --             | 1               | 0               |
| 2011  | HOU    | 16     | 16     | 100       | 62        | 38        | 4         | 5              | 2              | 5              | 2.5            | 5              | 0              | 2               | 0               |
| 2012  | HOU    | 5      | 5      | 27        | 20        | 7         | 0         | 2              | 1              | 1              | 1              | 1              | 0              | 1               | 0               |
| 2013  | HOU    | 7      | 7      | 42        | 30        | 12        | 1.5       | 3              | 1              | 18             | 18             | 18             | 1              | 1               | 0               |
| 2014  | HOU    | 14     | 14     | 63        | 32        | 31        | 1         | 2              | --             | --             | --             | --             | --             | 1               | 0               |
| 2015  | HOU    | 16     | 16     | 103       | 56        | 47        | 0         | 3              | --             | --             | --             | --             | --             | 1               | 0               |
| 2016  | HOU    | 13     | 13     | 62        | 35        | 327       | 0         | 1              | --             | --             | --             | --             | --             | 0               | 0               |
| 2017  | HOU    | 5      | 5      | 15        | 7         | 8         | 1.5       | 0              | --             | --             | --             | --             | --             | 0               | 0               |
| Total | Total  | 104    | 104    | 584       | 344       | 240       | 13.5      | 30             | 8              | 50             | 6.3            | 20             | 1              | 9               | 0               |

Fuente: NFL.com

## Récords

### Houston Texans
- Mayor número de tackles: 664 (2009-2018)[8]

## Vida personal
Cushing tiene dos hermanos (un hermano y una hermana). Su madre nació en Alemania y su padre en Bayonne, Nueva Jersey. 
Está casado con su novia del colegio Megan, con quien comenzó a salir antes del draft de la NFL. La pareja tiene dos hijos; uno nació en 2012 y el otro nació en julio de 2014.